# Katarzyna Teodorowicz-Lisowska
Katarzyna Teodorowicz-Lisowska, née le 28 novembre 1972, est une joueuse de tennis polonaise.

## Carrière
Elle possède 1 titre en simple et 4 en double sur le circuit ITF.

## Palmarès

### Titre en simple dames
Aucun

### Finale en simple dames
Aucune

### Titre en double dames
Aucun

### Finale en double dames
Aucune

## Parcours en Grand Chelem

### En simple
N'a jamais participé à un tableau final.

### En double dames
| Année | Open d'Australie           | Open d'Australie           | Internationaux de France      | Internationaux de France   | Wimbledon | Wimbledon | US Open | US Open |
| ----- | -------------------------- | -------------------------- | ----------------------------- | -------------------------- | --------- | --------- | ------- | ------- |
| 1993  | 1er tour (1/32) M. Feistel | MJ Fernández Zina Garrison | -                             | -                          | -         | -         | -       | -       |
| 1994  | -                          | -                          | 1er tour (1/32) Tracey Morton | Laura Golarsa Mercedes Paz | -         | -         | -       | -       |

Sous le résultat, la partenaire ; à droite, l’ultime équipe adverse.

### En double mixte
N'a jamais participé à un tableau final.

## Parcours aux Jeux olympiques

### En double dames
| # | Date       | Nom de l'olympiade      | Surface      | Résultat        | Partenaire        | Ultimes adversaires            | Score         |          |
| - | ---------- | ----------------------- | ------------ | --------------- | ----------------- | ------------------------------ | ------------- | -------- |
| 1 | 28/07/1992 | Olympic Games Barcelone | Terre (ext.) | 1er tour (1/16) | Magdalena Feistel | Mercedes Paz Patricia Tarabini | 6-4, 4-6, 6-3 | Parcours |

## Parcours en Coupe de la Fédération
| #                                                                          | Date       | Lieu       | Surface      | Gagnante(s)                      | Perdante(s)                      | Score         |          |
|                                                                            |            |            |              |                                  |                                  |               |          |
| 1991 - 1er tour qualifications (groupe mondial) - Pologne - Kenya - 3 : 0  |            |            |              |                                  |                                  |               |          |
| 1                                                                          | 19/07/1991 | Nottingham |              | Magdalena Feistel K. Teodorowicz | Kathryn Katibi Louise Wekesa     | 6-0, 6-0      | Parcours |
|                                                                            |            |            |              |                                  |                                  |               |          |
| 1991 - 2e tour qualifications (groupe mondial) - Pologne - Uruguay - 3 : 0 |            |            |              |                                  |                                  |               |          |
| 2                                                                          | 21/07/1991 | Nottingham |              | Magdalena Feistel K. Teodorowicz | Claudia Brause Patricia Miller   | 6-3, 6-2      | Parcours |
|                                                                            |            |            |              |                                  |                                  |               |          |
| 1991 - 1er tour (groupe mondial) - Pologne - France - 2 : 1                |            |            |              |                                  |                                  |               |          |
| 3                                                                          | 22/07/1991 | Nottingham |              | Magdalena Feistel K. Teodorowicz | Mary Pierce Nathalie Tauziat     | 6-4, 6-4      | Parcours |
|                                                                            |            |            |              |                                  |                                  |               |          |
| 1991 - 2e tour (groupe mondial) - Indonésie - Pologne - 2 : 1              |            |            |              |                                  |                                  |               |          |
| 4                                                                          | 24/07/1991 | Nottingham |              | Yayuk Basuki Suzanna Wibowo      | Magdalena Feistel K. Teodorowicz | 6-1, 6-1      | Parcours |
|                                                                            |            |            |              |                                  |                                  |               |          |
| 1992 - 1er tour (groupe mondial) - Pologne - Israël - 3 : 0                |            |            |              |                                  |                                  |               |          |
| 5                                                                          | 13/07/1992 | Francfort  | Terre (ext.) | Magdalena Feistel K. Teodorowicz | Anna Smashnova Limor Zaltz       | 6-3, 6-2      | Parcours |
|                                                                            |            |            |              |                                  |                                  |               |          |
| 1992 - 2e tour (groupe mondial) - Pologne - Suède - 2 : 1                  |            |            |              |                                  |                                  |               |          |
| 6                                                                          | 15/07/1992 | Francfort  | Terre (ext.) | Magdalena Feistel K. Teodorowicz | Maria Lindström Maria Strandlund | 6-3, 6-2      | Parcours |
|                                                                            |            |            |              |                                  |                                  |               |          |
| 1992 - 1/4 de finale (groupe mondial) - Allemagne - Pologne - 3 : 0        |            |            |              |                                  |                                  |               |          |
| 7                                                                          | 16/07/1992 | Francfort  | Terre (ext.) | Steffi Graf Anke Huber           | Magdalena Feistel K. Teodorowicz | 6-4, 7-5      | Parcours |
|                                                                            |            |            |              |                                  |                                  |               |          |
| 1993 - 1er tour (groupe mondial) - Pologne - Indonésie - 1 : 2             |            |            |              |                                  |                                  |               |          |
| 8                                                                          | 19/07/1993 | Francfort  | Terre (ext.) | Romana Tedjakusuma               | K. Teodorowicz                   | 6-3, 6-2      | Parcours |
| 8                                                                          | 19/07/1993 | Francfort  | Terre (ext.) | Yayuk Basuki Romana Tedjakusuma  | Magdalena Feistel K. Teodorowicz | 6-4, 6-1      | Parcours |
|                                                                            |            |            |              |                                  |                                  |               |          |
| 1993 - Barrage (groupe mondial I) - Grande-Bretagne - Pologne - 1 : 2      |            |            |              |                                  |                                  |               |          |
| 9                                                                          | 22/07/1993 | Francfort  | Terre (ext.) | Magdalena Feistel K. Teodorowicz | Julie Salmon Clare Wood          | 4-6, 6-3, 6-2 | Parcours |
|                                                                            |            |            |              |                                  |                                  |               |          |
| 1994 - 1er tour (groupe mondial) - Autriche - Pologne - 2 : 1              |            |            |              |                                  |                                  |               |          |
| 10                                                                         | 19/07/1994 | Francfort  | Terre (ext.) | Magdalena Feistel K. Teodorowicz | Petra Ritter Judith Wiesner      | 7-5, 2-6, 6-2 | Parcours |
|                                                                            |            |            |              |                                  |                                  |               |          |
| 1998 - Barrage (groupe mondial II) - Autriche - Pologne - 5 : 0            |            |            |              |                                  |                                  |               |          |
| 11                                                                         | 25/07/1998 | Bergheim   | Terre (ext.) | Sylvia Plischke Barbara Schett   | Magdalena Feistel K. Teodorowicz | 6-4, 6-0      | Parcours |

## Classements WTA

### Classements en simple en fin de saison
| Année | 1990 | 1991 | 1992 | 1993 | 1994 | 1995 | 1996 | 1997 | 1998 |
| Rang  | 516  | 512  | 302  | 210  | 288  | 589  | 490  | 470  | 746  |

Source : (en) « Classements de Katarzyna Teodorowicz-Lisowska », sur le site officiel du WTA Tour

### Classements en double en fin de saison
| Année | 1990 | 1991 | 1992 | 1993 | 1994 | 1995 | 1996 | 1997 | 1998 |
| Rang  | 451  | 280  | 183  | 122  | 150  | 219  | 343  | 328  | 409  |

Source : (en) « Classements de Katarzyna Teodorowicz-Lisowska », sur le site officiel du WTA Tour